# Luanco
Luanco è un villaggio di pescatori affacciato sul golfo di Biscaglia. Fa parte del comune del Gozón della comarca di Avilés nelle Asturie, Spagna. Dista 40 km da Oviedo. Ha un piccolo centro storico ben conservato, moderne costruzioni e spiagge ben tenute.